# Wiedfeld
Die Hofschaft Wiedfeld ist ein Ortsteil der Gemeinde Lindlar im Oberbergischen Kreis im nordrhein-westfälischen Regierungsbezirk Köln in Deutschland.

## Lage und Beschreibung
Wiedfeld liegt südwestlich von Lindlar, zwischen der Ortschaft Dutztal und Unterheiligenhoven. 
Die Hofschaft ist über eine Verbindungsstraße erreichbar, die bei Unterheiligenhoven von der Landesstraße 299 abzweigt, einen Bogen nach Voßbruch schlägt und auch Dutztal, Holz, Tannenhof, Eibachhof und den Segelflugplatz Lindlar anbindet.
Weitere Nachbarorte sind Klespe, Weiersbach und Eibachhof.

## Geschichte
Der Hof entstand 1928 bei Rodungsarbeiten (siehe: Heiligenhoven). Sein Name lehnt sich an eine alte Flurbezeichnung an.